# Punagraphinotus punae
Punagraphinotus punae is een hooiwagen uit de familie Gonyleptidae.